# Yoyogi Park
Yoyogi Park – park miejski położony w Tokio w dzielnicy Shibuya w Japonii.
Park znajduje się obok stacji kolejowej Harajuku oraz Yoyogi-Hachiman.